# Шилєський
42°35′ пн. ш. 18°19′ сх. д. / 42.58° пн. ш. 18.31° сх. д.
Шилєський (хорв. Šilješki) — населений пункт у Хорватії, в Дубровницько-Неретванській жупанії у складі громади Конавле.

## Населення
Населення за даними перепису 2011 року становило 22 осіб.
Динаміка чисельності населення поселення: